# Bourg-Lastic
Bourg-Lastic ist eine französische Gemeinde mit 873 Einwohnern (Stand: 1. Januar 2022) im Département Puy-de-Dôme in der Region Auvergne-Rhône-Alpes. Sie gehört zum Arrondissement Riom und zum Kanton Saint-Ours (bis 2015: Kanton Bourg-Lastic).

## Geographie
Bourg-Lastic liegt etwa 44 Kilometer westsüdwestlich von Clermont-Ferrand. Der Chavanon begrenzt die Gemeinde im Westen, sein Nebenfluss Clidane im Süden. Umgeben wird Bourg-Lastic von den Nachbargemeinden Saint-Germain-près-Herment und Lastic im Norden, Briffons im Nordosten, Saint-Sulpice im Osten, Messeix im Süden, Monestier-Merlines im Westen, Feyt im Westen und Nordwesten sowie Laroche-près-Feyt im Nordwesten.
Durch die Gemeinde führt die Autoroute A89.

## Geschichte
In einem ehemaligen Militärlager wurde 1939 nach dem Beginn des Zweiten Weltkriegs ein Centre de Rassemblement des Etrangers (Sammelstelle für Ausländer) eingerichtet, das am 1. März 1940 nach Mons in der Nähe von Arlanc im Département Puy-de-Dôme verlegt wurde.
Die Einrichtungen des Sammellagers in Bourg-Lastic scheinen nach dessen Verlegung vom Vichy-Regime als Internierungslager für Juden weiter genutzt worden zu sein. 1941 war hier vorübergehend auch die Familie von André Glucksmann interniert. Wie lange das Lager in dieser Weise genutzt wurde, ist nicht belegt.
Mit der Unterzeichnung der Verträge von Évian am 18. März 1962 war für Frankreich der algerische Unabhängigkeitskrieg verloren. In der Folge strömten nicht nur französische Siedler zurück ins Mutterland, sondern auch die muslimischen Hilfskräfte der ehemaligen Kolonialmacht, die Harkis. Diese waren von Anfang an „in zweifacher Hinsicht aus[gegrenzt] - sie sind weder Rückkehrer wie die anderen noch Franzosen wie die anderen.“ Ihre Unterbringung in Wohnungen hatte für die Behörden keine Priorität, und so landeten die Harkis und ihre Familien meist in Durchgangslagern und dann in „cités d’accueil“, Aufnahmelagern. Hier blieben sie zum Teil bis Mitte der 1970er Jahre.
Bourg-Lastic war – neben den Larzac-Lagern auf der Hochebene der Causse du Larzac – für diese Menschen ein Durchgangslager. In ihnen wurden ab Juni 1962 etwa 40.000 Menschen, hauptsächlich Frauen und Kinder, zusammengepfercht. Ab dem Herbst des Jahres 1962 wurden sie dann in das Camp de Rivesaltes, das Camp de l'Ardoise (auch bekannt als Saint-Maurice-l'Ardoise) in Saint-Laurent-des-Arbres, das Camp d'Astor in Bias (Lot-et-Garonne) und das Camp de la Rye in Le Vigeant verlegt.

### Bevölkerungsentwicklung

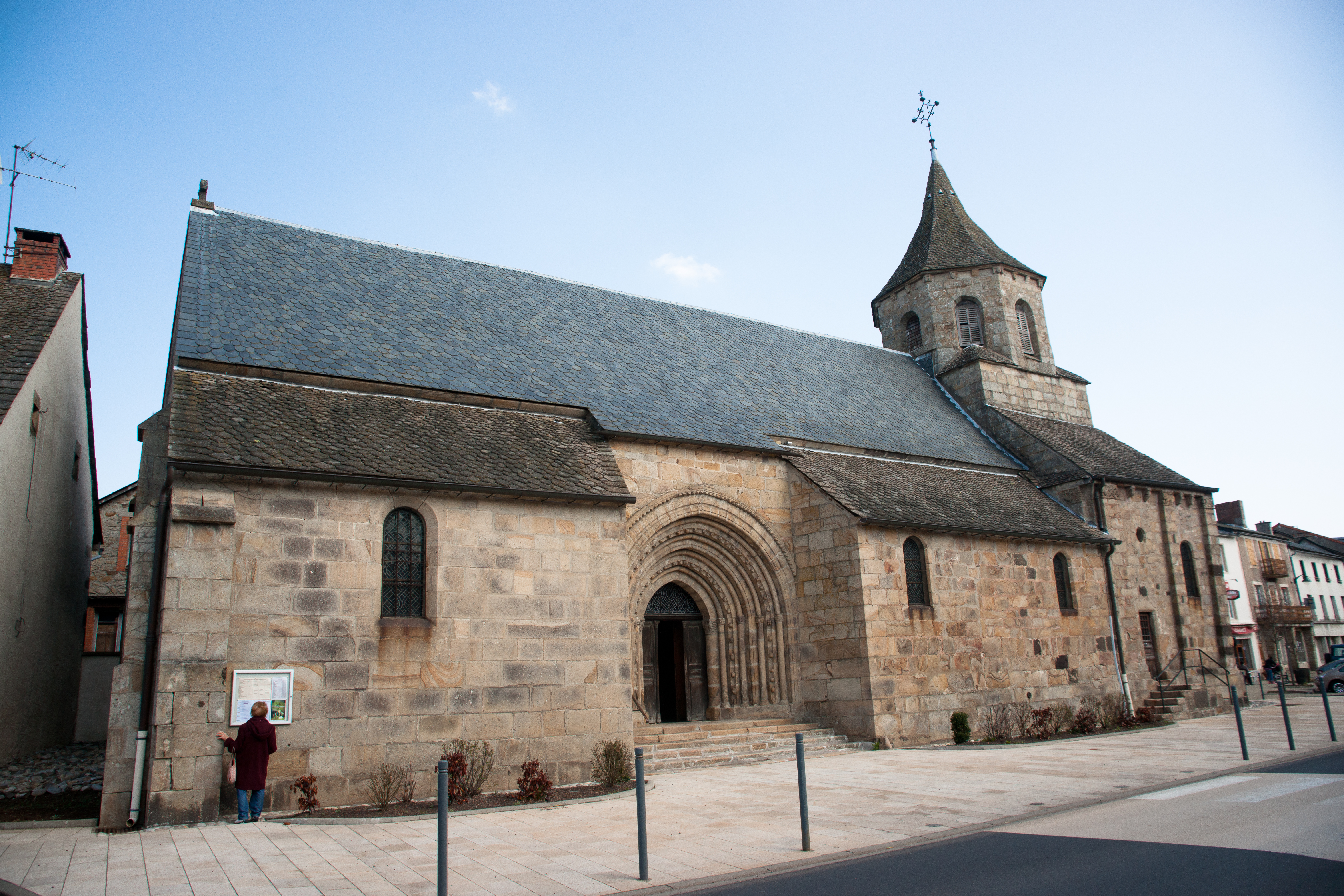
Kirche Saint-Fargheon

| Jahr                       | 1962 | 1968 | 1975 | 1982 | 1990 | 1999 | 2006 | 2013 |
| Einwohner                  | 1310 | 1339 | 1168 | 1191 | 1069 | 1009 | 957  | 890  |
| Quellen: Cassini und INSEE |      |      |      |      |      |      |      |      |

## Sehenswürdigkeiten
- Kirche Saint-Fargheon aus dem 12. Jahrhundert, Monument historique